# Muzeum Čtyřlístek
Muzeum Čtyřlístek je expozice věnovaná známému českému komiksu Čtyřlístek autora Jaroslava Němečka. Nachází se na zámku v Doksech (dříve bylo v půdních prostorách městského kulturního střediska) v Libereckém kraji. Muzeum bylo otevřeno 11. prosince 2011 jako jediné svého druhu.

## Vznik muzea
Muzeum je věnováno již několik desítek let vycházejícímu komiksu, který měl v té době za sebou již přes 500 čísel,. V Doksech vzniklo, protože okolní oblast Máchova kraje autora a kreslíře Čtyřlístku Jaroslava Němečka, který má v této lokalitě chalupu, při tvorbě komiksu inspirovala. Komiksové městečko Třeskoprsky, ve kterém Čtyřlístek žije, jsou ve skutečnosti Doksy. Rybník Blaťák je pak Máchovo jezero, hrad Bezzub zase Bezděz.

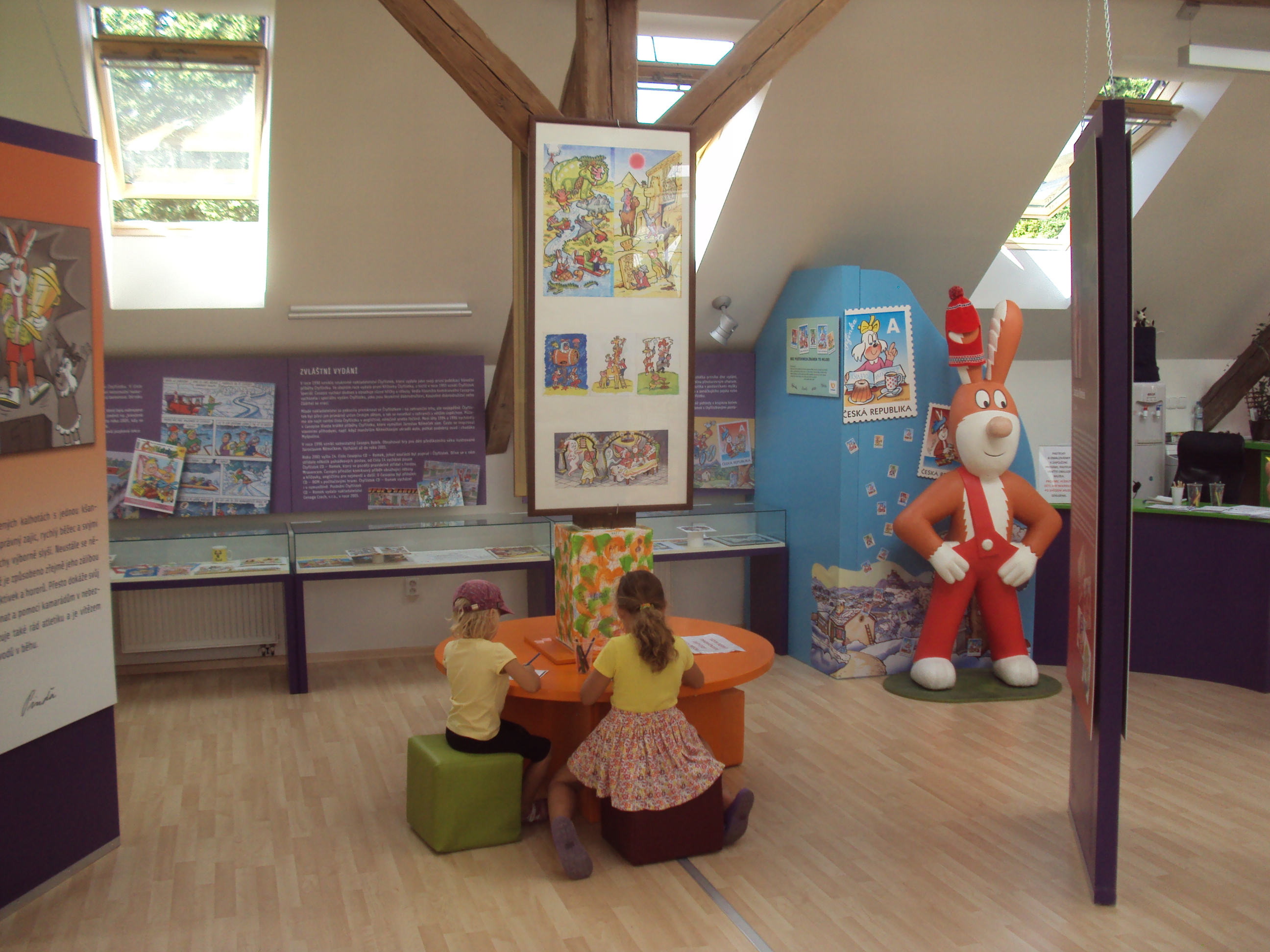
Pohled do útrob muzea

Právě umístění komiksových Třeskoprsek do Doks sehrálo důležitou roli ve volbě místa pro zamýšlené muzeum, Němeček inicioval jeho vznik již v roce 2009. Muzeum vzniklo v nevyužívaných půdních prostorách dokeského městského kulturního střediska, ve kterém sídlila i místní knihovna. V roce 2019 bylo přestěhováno do dokeského zámku. Výstavba muzea byla spolufinancována Evropskou unií.
Muzeum bylo slavnostně otevřeno 11. prosince 2011 za účasti autora Čtyřlístku Jaroslava Němečka a starostky Doks Evy Burešové. Kmotrem muzea se stal kouzelník Richard Nedvěd.

## Expozice
V muzeu se nachází informační panely, věnující se komiksu samotnému i jeho postavičkám. Nalezneme zde i modely postaviček v životní velikosti. Návštěvníci se zde dozví i něco z historie komiksu nebo jak se komiks vlastně tvoří. Další části muzea jsou věnovány například poštovním známkám, na kterých jsou vyobrazeny čtyřlístkové postavičky, nebo filmu Čtyřlístek ve službách krále.
Muzeum je interaktivní, dětští návštěvníci mají možnost seznámit se třeba s Myšpulínovou laboratoří či Fifinčinou kuchyní. V muzeu je navíc prostor pro konání besed či jiných kulturních akcí.
Muzeum má otevírací dobu závislou na ročním období. Na místě je možno zakoupit turistickou známku č. 1956.

## Naučná stezkaSe Čtyřlístkem okolo Blaťáku

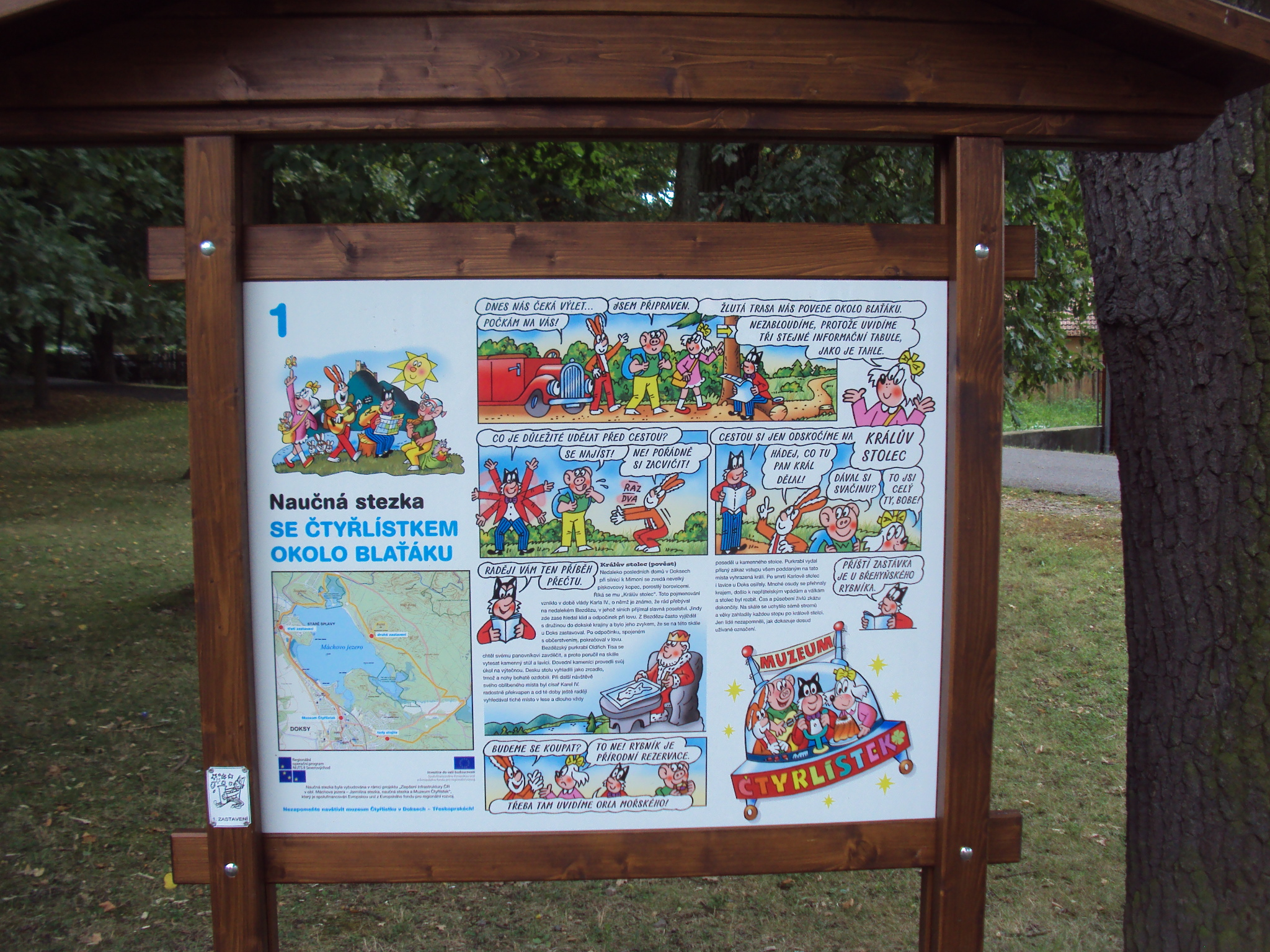
Tabule na naučné stezce

V návaznosti na zřízení muzea byla rovněž za přispění evropských fondů vybudována přes 12 kilometrů dlouhá naučná stezka Se Čtyřlístkem okolo Blaťáku. Komiksové postavičky provází turisty kolem Máchova jezera z Doks přes Staré Splavy. Na trase jsou umístěny informační tabule, na kterých jsou krom informací o okolí vyobrazeny i všechny čtyři komiksové postavičky. Byl vydán i průvodce touto naučnou stezkou, kterého ilustroval Jaroslav Němeček.
Stezka byla slavnostně otevřena 1. dubna 2012.